# サンドス
サンドス（英称:Sandoz）は、1870年に設立されたスイスの時計メーカーである。

## 歴史

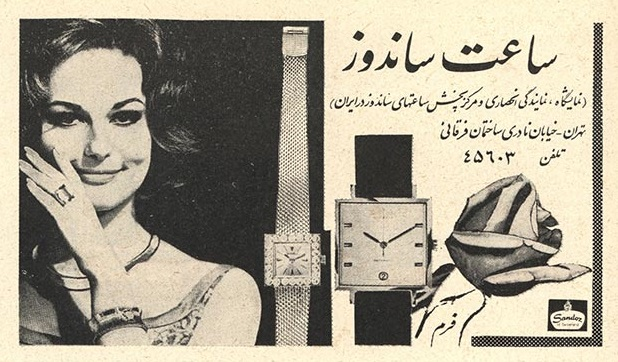
A 1968 magazine ad of Sandoz watches in Persian, Zan-e Rooz.

1697年、スイスのニューシャテルでデビッド・サンドスがラ・ショード・フォン教会の時計を製造したことから始まった。
1748年、アブラム・ルイス・サンドスが、時計業に従事するようになり、ニューシャテル全体に機械式時計の製作が地域産業として拡大する。
1751年、ジャック・サンドスが懐中時計を製作した。その製作された懐中時計は現在、ラ・ショード・フォン国際時計博物館に収蔵されている。
1870年、ヘンリー・サンドスがアメリカ製の機械工具一式揃えて、自社工場を設立した。そして、サンドスの時計モデルは、1878年のパリ万国博覧会で銀賞を獲得した。しかし、クオーツショックを受けて工場が休眠状態となった。
1950年、サンドスは、自動巻き腕時計サンドス333、HSF56が誕生。
2000年、スペインのムンレコ・グループがサンドスブランドの権利を獲得した。
2009年、サンドスは、日本に上陸し、腕時計を展開する。